# Misión católica

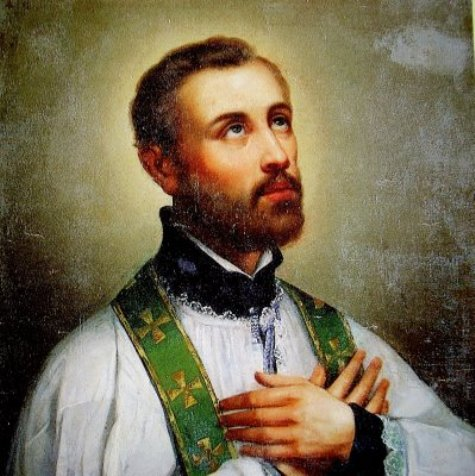
San Francisco Javier, patrono de las misiones.

La misión evangelizadora se refiere al proyecto de la Iglesia católica que tiene la tarea de dar a conocer la Iglesia y su doctrina cristiana en comunidades no creyentes mediante el anuncio del evangelio y la obra social. Esta misión es uno de los propósitos principales de la Iglesia católica, la cual asegura ser enviada por Cristo a todas las naciones para hacer de ellas discípulos suyos.
Dentro de la organización de la Iglesia, bajo la administración directa de la Santa Sede, la Congregación para la Evangelización de los Pueblos es el dicasterio encargado de dirigir, administrar y coordinar la labor evangelizadora a nivel mundial, sirviéndose de distintas obras y servicios misioneros.

## Obras Misionales Pontificias
Conforman una institución de la Iglesia universal y de cada iglesia en particular, encargada de infundir en los católicos el sentido misionero, y de colectar ayuda monetaria para bien de todas las misiones. Entre todas las obras y asociaciones que se proponen ayudar a las misiones hay cuatro que, por su carácter universal, tienen el primer puesto y merecen especial atención.

### Propagación de la Fe
La Propagación de la Fe es una Obra Misional Pontificia para animar misioneramente y promover la cooperación misionera universal, especialmente entre los laicos jóvenes y adultos. Fue fundada en Lyon, en 1822, por un grupo de laicos, con María Paulina Jaricot, como figura central. La Obra, con el favor de los Papas, se difundió en las Diócesis de Francia, poco después en las de los otros países de Europa y más tarde en las de América. A partir de 1928 la fueron erigiendo progresivamente las «Iglesias de Misión». Para darle aún más envergadura y un carácter más universal, la Obra recibió un Estatuto Pontificio el 3 de mayo de 1922. Pasó a ser, de este modo, el órgano oficial de las Iglesias para la cooperación misionera, desde su origen tuvo como carisma el fomentar la cooperación económica de sus miembros a las misiones del mundo entero.

### Infancia Misionera
Esta es una Obra Misional Pontificia para la animación misionera de los niños y de sus educadores, con el fin de que cooperen a la evangelización universal, especialmente de los niños del mundo entero. Fue fundada en 1843 por Monseñor Charles de Forbin-Janson, Obispo, de Nancy. Obtuvo desde el principio el apoyo de la Santa Sede. La Obra se difundió muy pronto en las diócesis de Francia y de los otros países de Europa, así como de América. Ha sido erigida en la mayoría de los países, El 3 de mayo de 1922 esta Obra recibió el título de Pontificia. Desde su origen, la Obra ha contribuido al despertar de vocaciones misioneras. Su objetivo primordial es animar e incentivar a los niños desde pequeños en la conciencia y el compromiso misionero. Se encuentra en la mayoría de los países del mundo y el trabajo fundamental es la oración y la disposición de los niños para realizar cualquier misión que les proponga. Sus patrones son Santa Teresita del Niño Jesús y San Francisco Javier.

### San Pedro Apóstol
Esta es una Obra Misional Pontificia para sensibilizar al pueblo cristiano y conseguir su cooperación para la formación del clero y de las vocaciones religiosas de los territorios de misión. Iniciada en Caen, Francia, en 1889, por Estefanía y Juana Bigard (madre e hija) quienes pusieron los fundamentos de esta Obra, la cual, favorecida con el apoyo de la Santa Sede, se difundió en la mayor parte de las diócesis de Europa y de América, el 3 de mayo de 1922 la Obra recibió el título oficial de Pontificia. La Obra ha ampliado progresivamente sus objetivos al conceder también una ayuda a las Casas de Formación de los aspirantes al sacerdocio y a la Vida Consagrada.

### Pontificia Unión Misional
La Unión Misional es una Obra Misional Pontificia que tiene como fin la formación y la información misionera de todos aquellos que están llamados a guiar y animar al Pueblo de Dios. Fue fundada en Italia por el beato Pablo Manna, en 1916; desde el principio recibió la aprobación de la Santa Sede. La Unión se extendió rápidamente a la mayor parte de las diócesis del mundo. El 28 de octubre de 1956 recibió el título oficial de Pontificia. Esta Obra, creada como asociación de sacerdotes, fue ampliada a los religiosos y religiosas el 14 de julio de 1949 y a otras personas empeñadas en el ministerio pastoral de la Iglesia.

## Misión continental en América Latina
Es un proyecto misionero surgido en la Conferencia de Aparecida (2007). Su objetivo es poner a todos los fieles en un estado permanente de misión a partir de un encuentro personal y comunitario con Jesús. Se pretende fortalecer el sentido de pertenencia eclesial, para que los bautizados pasen de evangelizados a evangelizadores y, a través de su testimonio y acción evangelizadora, los pueblos latinoamericanos y caribeños llegan a tener vida plena en esta denominación religiosa.

## Otros movimientos
Dado que en el sacramento del Bautismo comienza un creyente a formar parte de la Iglesia y esta a su vez tiene la misión de propagar la fe en Cristo, todo bautizado tiene la obligación de participar en la actividad misionera. Por ende existen diversos movimientos, congregaciones, pastorales, grupos parroquiales y asociaciones de fieles dentro de la Iglesia católica con carácter misionero y evangelizador.